# Пол Линдзи
Пол Линдзи (на английски: Paul Lindsay) е американски писател, автор на произведения в жанровете трилър и криминален роман. Пише и под псевдонима Ноа Бойд (на английски: Noah Boyd).

## Биография и творчество
Пол Линдзи е роден на 25 юли 1943 г. в Чикаго, Илинойс, САЩ. Завършва колежа Макмърей през 1968 г. След дипломирането си служи като офицер в морската пехота и участва във войната във Виетнам, за което е удостоен с няколко отличия, вкл. „Сребърна звезда“. След уволнението си от армията работи в продължение на 20 години във ФБР в Детройт от 1973 г. Участва в някои от най-тежките разследвания на бюрото, сред които „Убиецът от Зелената река“ и „Удушвачът от Хайланд парк“. За работата си по откреването на серийния убиец Бенджамин Аткинс получава похвала и награда от $ 6000 от директора на ФБР Уилям Сесиънс. Живее в Рай, Нова Англия.
Заедно с работата си започва да пише романи. Първият му роман „Witness to the Truth“ (Свидетел на истината) от поредицата „ФБР“ е публикуван през 1992 г. Главният герой, специален агент Майк Девлин, е ветеран във ФБР. При подслушване установява, че в агенцията има къртица, а дъщерята на друг агент от Бюрото е отвлечена от сериен убиец. Той трябва с риск на професията и живота си да разкрие конспиративните връзки на мафията и престъпния маниак. Индивидуалното познание на писателя за вътрешните работи на Бюрото, включително за слабостите му и за опита му „в окопите“, придават истинска автентичност на характера на героите и разследващите подробности на романа. Книгата става бестселър и го прави известен. В същото време от ФБР го заплашват с уволнение, защото е нарушил забраната да приема външни доходи. До пенсионирането си през 1993 г. работи по студени досиета.
През 2005 г. заболява от левкемия, което може да е вследствие на излагане на токсични дефолианти по време на войната във Виетнам= Временно прекъсва писателската си кариера и се излекува, но организмът му става неустойчив към инфекции.
През 2010 г. под псевдонима Ноа Бойд е издаден трилърът му „Агент назаем“ от поредицата „Стив Вайл“. Терористи убиват различни хора и заплашват с повече убийства ако не получат огромна сума. Въпреки усилията си ФБР не успява да ги открие и се обръща към бившия агент Стив Вайл, който е уволнен за неподчинение.
Пол Линдзи умира от усложнения от пневмония на 1 септември 2011 г. в Бостън. Погребан е в Национално гробище Арлингтън.

## Произведения

### Като Пол Линдзи

#### Самостоятелни романи
- The Fuhrer's Reserve (2000)

#### Серия „ФБР“ (FBI)
1. Witness to the Truth (1992)
2. Code Name--Gentkill (1995)
3. Freedom to Kill (1997)
Свободата да убиваш, изд.: ИК „Компас“, Варна (1998), прев. Бранимир Белчев
4. Traps (2002)
5. The Big Scam (2005)

### Като Ноа Бойд

#### Серия „Стив Вайл“ (Steve Vail)
1. The Bricklayer (2010)
Агент назаем, изд.: ИК „ЕРА“, София (2010), прев. Юлия Чернева
2. Agent X (2011) – издаден и като „Last Chance to Die“
Шпиони за продан, изд.: ИК „ЕРА“, София (2011), прев. Емилия Карастойчева

### Екранизации
- The Bricklayer – в реализация